# Tibor Szemenyey-Nagy
Tibor Szemenyey-Nagy (* 31. Januar 1953 in Pápateszér, Ungarn) ist ein bildender Künstler mit Schwerpunkt Plastik.

## Leben
Mit sechs Jahren erhielt Szemenyey-Nagy seine erste Einführung in die Kunst durch seinen Großvater, dem Post-Impressionisten Ferenc Szemenyey (1894–1990). 1960 begann er ein Studium der klassischen Musik (Klavier) am Konservatorium von Nagykanizsa. Er emigrierte 1974 nach Luxemburg, dann nach Westdeutschland, wo er 1975 politisches Asyl erhielt. Zunächst lebte er in Deutschland, später in der Karibik, Südamerika und Frankreich. Seine Ateliers hatte er u. a. in Hamburg, Paris und von 1986 bis 1989 in Meudon-Clamart (Hans Arp Atelier, Frankreich).
1976 wurde er Mitglied des BBK (Berufsverbandes bildender Künstler Hamburg). Er war einer der Gründer des Experimental Institutes der ‚Galerie vor Ort‘ (1975–1979 und 1984). In den 70er und 80er Jahren lebte der ungarische Künstler zeitweilig im Bahnhof Rolandseck. Zweimal zog er sich in den Regenwald zwischen Kolumbien, Venezuela und Brasilien zurück.
1990 kehrte er nach sechzehn Jahren Exil erstmals nach Ungarn zurück und richtete dort seine Ateliers in Nagykanizsa und Balatonberény ein.
Seit 1992 lebt er in Nagykanizsa. Szemenyey-Nagy hat drei Kinder.

## Öffentliche Sammlungen
- Artothek und Graphothek, Hamburg [Inventarnummern: 239-249 /317-331 /343/ 415-417 / 3038]
- Batthyány Lajos High School, Nagykanizsa, Hungary
- City of Nagykanizsa, Hungary
- Evangelische Akademie Nordelbien, Hamburg (heute: Ev. Akademie Nordkirche) und Kunsthalle Hamburg, Germany
- Fondazione Marguerite Arp, Locarno, Switzerland
- Hamburg Kulturbehörde, State of Hamburg, Germany
- Haute-Normandie FRAC Regionalfonds für zeitgenössische Kunst, France [Inventarnummer: 1987.052.1]
- Hungarian National Gallery, Budapest, Hungary
- István Halis Public Library, Nagykanizsa, Hungary
- Jewish Community, Nagykanizsa, Hungary
- Meudon Fondation Magnelli, Meudon, France
- Rolandseck Fondation Jean Arp and Sophie Taeuber-Arp e. V., Rolandseck
- Szent István Király Museum, Székesfehérvár, Hungary
- Tel-Aviv Museum of Art, Israel
- Universalmuseum Joanneum Graz, Austria

## Ausstellungen
1965–1974
- Teilnahme an Gruppenausstellungen in Ungarn (Nagykanizsa, Budapest, Hódmezővásárhely, Pécs), Tschechien und Indien.

1974
- 14. November – 14. Dezember 1974. Einzelausstellung: Zeichnungen, Galerie 74, Dennis’ Swing Club, Hamburg.
- 3. Dezember: ISH (Heermann, Schulze, Sadowsky VDI), Hamburg, Gruppenausstellung.

1975
- 2. August – 2. September: Einzelausstellung: Zeichnungen, Galerie St. Georg (Klaus Hagemann), Hamburg.

1976
- 24. April – 5. Mai 1976: Einzelausstellung: Drawings and paintings, Kunstgemeinschaft Sachsenwald Reinbek 1976, Rathaus Reinbek, Hamburg.
- 29. April – 20. Mai: Einzelausstellung: Drawings, Galerie Bi, Reinbeker Club, Schulstraße 28, Hamburg.
- Einzelausstellung: Drawings, Royal Fort de France Martinique.

1978
- 2. März – 3. April 1978: Einzelausstellung: Installationen [Hamburg-Projekt 1977-78.Experimental Art], Atelier Moorfurthweg 9, Hamburg, KATALOG.
- 20. Juni – 3. September 1978: Gruppenausstellung: Hamburger Künstler vor Ort, Galerie vor Ort
- Oktober – November 1978: Gruppenausstellung: Redy Made from Hamburg: 18 Künstler aus Hamburg; Gallery St. Petri, Lund, Schweden / Jean Sellem’s Archive of Experimental and Marginal Art, Lund, Schweden.

1979
- 07. – 28. September 1979: Einzelausstellung: Rio Negro-Project, Galerie vor Ort, Hamburg, KATALOG.

1980
- Evangelische Akademie Nordelbien Hamburg Drawings.
- 29. Mai – 29. August 1980: Einzelausstellung: Installationen und Projekte für sakrale Räume [Evangelische Akademie Nordelbien Hamburg] in Zisterzienser Klöstern Fontmorigny, Frankreich (17. April 1980) und La Bussiere (sur Ouche), Frankreich, 19. April 1980, Katalog

1981
- 05. – 25. Juni 1981: Gruppenausstellung: Christusbilder und Zeitzeichen, Hauptkirche St. Jacobi, Hamburg
- 18. September – 2. November 1981: Einzelausstellung: Zeichnung, Galerie vor Ort, Hamburg.

1982
- 15. Januar – 28. Februar 1982: Gruppenausstellung: Signs of time – Images of Christ, Evangelische Akademie, Bad Segeberg
- 18. Mai – 28. Mai 1982: Gruppenausstellung : Avantgarde International Buch-Werke, Helmuth von der Höh, Galerie von der Höh, Hamburg.
- 21. Oktober 1982 – Oktober 1983. Buch-Werk, Ausstellungsräumen Zeitgenössische Sammlung der Hamburger Kunsthalle.
- 21. Juni – 20. Juli 1982: Zeichnungen. Hommage an Thomas von Kempen, Evangelische Akademie Nordelbien, Hamburg.
- 30. Mai – 30. Juni 1982: (geplante Einzelausstellung), Paul Gerhard Kirche, Kiel. (Plakate und Einladungen gedruckt / Ausstellung gecancelt).
- 17. Dezember 1982 – 30. Januar 1983: Gruppenausstellung: Hommage a la terre natale [Tisztelet a szülőföldnek], Műcsarnok [Kunsthalle], Budapest, Ungarn.

1983
- 29. April – 23. Mai 1983: Gruppenausstellung: Plastik und Objekt, Kunsthaus Hamburg, Hamburg.
- 13. Juli – 9. August 1983: Gruppenausstellung: Verhalten in der Natur, Kunsthaus Hamburg, Hamburg, KATALOG.
- 15. September – 16. Oktober 1983: Gruppenausstellung: IMAGO das künstlerische Credo. Transzendenz und Spiritualität in der Kunst heute, Nürnberg, in den Kirchen St. Lorenz, St. Sebald und St. Egidien, KATALOG.
- 6. November 1983 – 6. Januar 1984: Gruppenausstellung: Triptychon – Aufhebung einer Kunstform, Kampnagel Halle 36, Hamburg, KATALOG.
- 11. November 1983 – 6. Januar 1984: Gruppenausstellung: Kosmische Bilder in der Kunst des 20. Jahrhunderts, Kunsthalle Baden-Baden.

1984
- (Eröffnung am 21. Februar 1984) Gruppenausstellung: Cosmic Images in the Art of the 20th Century, Tel Aviv Museum of Art, Tel Aviv, Israel, KATALOG.
- 1. März – 27. April 1984: Gruppenausstellung: Kreuz-Zeichen. (Zeichnungen) Kuratiert von Dr. Ulrich Arnold (Kunsthistoriker). Evangelische Akademie Nordelbien, Kirchlicher Kunstdienst, Esplanade 15, Hamburg.

1985
- 11. Januar – 3. Februar 1985: Gruppenausstellung: 11 Hamburger Künstler, Hamburger Stipendiaten in 1984, Kunsthaus Hamburg, Hamburg. KATALOG.

1986
- 25. Februar – 26. März 1986: Gruppenausstellung: Etats du Livres 2 [Artists Books, Book Objekts, Book-works], Galerie Caroline Corre, Paris, KATALOG.
- 9. Dezember 1986 – 4. Januar 1987: Gruppenausstellung: Livres – Delivres. Artist Books, bookworks, La Maison Pelissier, Maromme, France. FRAC de Haute Normandie, Frankreich.

1988
- 19. Mai – 26. Juni 1988: Gruppenausstellung: Jeune Sculpteur 1988, darin: T.S-N: Ellipsoids and elliptical space, Port d'Austerlitz, darin Paris, Association de la Jeune Sculpteur, 10, Paris, Frankreich. KATALOG.

1989
- 15. Januar – 16. Mai 1989: Gruppenausstellung: To understand the modern sculpture Autour de Jean Arp, Musée Richard Anacreon, Granville, France. KATALOG.
- Gruppenausstellung: Book works Entbundene Bücher, Herzog August Bibliothek, Wolfenbüttel und Hotel de la Region Rouen, France, Mediathéque d'Elbeuf, FRAC du Haute Normandie, France.

1990
- 14. September – 7. November 1990: Gruppenausstellung, Tibor Szemenyey-Nagy: Ellipsoid, Sammlung Rudi Molacek, Neue Galerie am Universalmuseum Joanneum, Künstlerhaus Graz, Graz.

1991
- 15. – 20. März 1991: Ellipsoid and elliptical formations, Budapest Art Expo, First International Art Fair, Budapest, Ungarn, organisiert von der Budapest Art Expo Foundation, Ungarn, Konzeption Krisztina Jerger.
- 20. November – 24. Dezember 1991: Gruppenausstellung: Sculptures, Gallery Pascale de Sarthe, Los Angeles, Amerika.

1992
- 25. Januar – 16. Februar 1992: Gruppenausstellung: Neuanschaffungen des Szent István Király Múzeums, Csók Gallery, Székesfehérvár, Ungarn.
- 22. März – 26. März 1992: Continuum, 1990–1992: Budapest Art Expo, Zweite Internationale Kunstmesse in Ungarn, Organisiert von der Budapest Art Expo Foundation, Ungarn, (Konzept Krisztina Jerger), Budapest Közgazdaságtudományi Egyetem. KATALOG.

1993
- 18. – 21. März, 1993: Elliptic chapes, Budapest Art Expo, Dritte Internazionale Kunstmesse in Ungarn, organisiert von der Budapest Art Expo Foundation und Hungexpo Company Ltd, Ungarn, (Konzeption von Krisztina Jerger und István Tenke), Budapest International Fair Center, Pavillon D, Budapest. KATALOG.
- 17. April – 14. Mai 1993: Einzelausstellung: Ellipsoids and elliptical space 1980–1990, kuratiert von Dr. László Beke (Kunsthistoriker), Goethe-Institut Budapest, Budapest.
- März – Juni 1993: Gruppenausstellung: Centuries of Hungarian Art as reflectes in the Museum’s Collection Work, Tibor Szemenyey-Nagy: Buch-Werk, C21 sculpture, Ungarische Nationalgalerie, Budapest: Neue Anschaffungen der Ungarischen Nationalgalerie zwischen 1985–1992, Budapest: Sammlung. KATALOG.
- 28. Mai – 5. Juli 1993: Gruppenausstellung: Color and Light, kuratiert von Júlia N. Mészáros (Kunsthistorikerin), János Xantus Museum (Unterstützt von PRO HELVETIA, Schweiz und Österreichische Kulturinstitut, Budapest). Napoleon Haus, Győr, Ungarn. KATALOG.
- 10. Juni – 11. Juli 1993: Gruppenausstellung: Ars Dia Symmetrica, Kilátó Galéria (Margitsziget, Víztorony), Budapest, Ungarn.
- 29. Oktober – 29. November 1993: Gruppenausstellung: 11th International Biennial of Small Sculpture (first price of the biennial), Galerija Murska Sobota, Slovenia. KATALOG.

1994
- 9. April – 30. April 1994: Einzelausstellung: Hyperbolic space, György Thúry Museum, Városi Képtár, Nagykanizsa, Hungary.
- 15. Juli – 4. September 1994: Gruppenausstellung: 10 hungarian artists: The Spirit of the Light, Abbay de l'Epau, Le Mans, France, Conseil Générale de la Sarthe, organisiert von László Beke, (Kunsthistoriker Ungarischen Nationalgalerie). KATALOG.

1996
- 30. Januar – 30. März 1996: Gruppenausstellung: Espace Axelrad: L'experience des Livres, FRAC de Haute-Normandie / Galerie Caroline Corre, Frankreich / Université de Rouen, Frankreich.
- 10. Mai – 16. Juni 1996: Gruppenausstellung: My Museum, The Vass Collection (Auswahl aus der Sammlung Vass, Budapest, Ungarn), Ernst Museum, Budapest, Ungarn.
- 17. Oktober – 24. November 1996: Gruppenausstellung: Beyond art, Kuratiert von Peter Weibel, Wien, Österreich, Ludwig Museum – Museum of Contemporary Art, Budapest, Ungarn.

1997
- 8. Februar – 30. März 1997: Gruppenausstellung: Jenseits von Kunst [Beyond Art], kuratiert von Peter Weibel. Landesmuseum Joanneum, Künstlerhaus, Graz, Österreich, in Kooperation mit Museum Ludwig, Budapest, Ungarn, mit 265 Künstlern, Kunsthistorikern, Wissenschaftlern und Philosophen aus Österreich und Ungarn. KATALOG.

1999
- 07. – 28. Mai 1999: Einzelausstellung: Sublimitas, organisiert von Gyula Halász, Synagoge in Nagykanizsa, Ungarn: „Artists für die Synagoge“. KATALOG.

2001
- 15. – 23. Mai 2001: Einzelausstellung: Glass-works, Atelier Arcay, Paris, Frankreich, [Einladungskarten der Ausstellung von Tibor Szemenyey-Nagy, Siebdruck: Jerome Arcay, Paris, Frankreich].

2003
- 22. Mai – 14. Juni 2003: Gruppenausstellung:The Physics of Spirituality, Westwood Gallery, New York, Amerika.

2004
- 17. April 2004 – 10. Mai 2005. Waterpaper-Objec, István Halis Bibliothek, Nagykanizsa, Ungarn.
- 29. Oktober – 1. November: Sculptures and X-Rays, artfair Köln, Galerie 99, Dieter Zeibig, Köln: Yael Kanarek, Tibor Szemenyey-Nagy, Ausstellung auf der ArtFair, Köln.

2007
- 05. – 24. April bis 2007: Retrospective Exhibition, Kulturzentrum/Centar za Kulturu, Cakovec, Kroatien.

2009
- 2009: Katiny Memorial, (Katyn Memorial Project Budapest) Skulptur/architectural, Barabás Villa, Budapest, Ungarn. [2. Preis der internationalen Ausschreibung 2009]

2010
- 02. – 27. November 2007: Latent Gen, (Skulptur), Thúry György Múzeum, Nagykanizsa, Ungarn.

2015
- 25. April – 19. Juli 2015. Here and now, Fine Arts National Salon, Kunsthalle/Műcsarnok Budapest: Hungarian National Exhibition. KATALOG.
- 21. März – 26. April 2015 Sammlung Vass, Veszprém, Ungarn "Lyrical Abstraction – 12 Künstler
- 01. – 30. Oktober 2015: Porta Celeste, Skulptur/Relief, Weltausstellung-Expo Mailand 2015 / Aquae Venezia, Venedig, Italien.

2016
- 15. Oktober – 20. November 2016: Einzelausstellung: Mostra antologica – il tocco, kuratiert von Enrica Feltracco, Massimiliano Sabbion, Lorenzo Berto, Start Palzzo Finco, Bassano del Grappa, Italien. KATALOG.[1]

## Förderung / Stipendien
- 1981 gefördert von Kulturbehörde, Hamburg
- 1982 gefördert von Rudolf Lodders Stiftung, Hamburg
- Förderung, Erdwin Amsinck Stiftung, Hamburg (Vorschlag Prof. Dr. Werner Hofmann, Kunsthistoriker)
- Kulturbehörde Hamburg, Zuschuss fürs Atelier Ausbau, Zippelhaus, Hamburg
- 1984 Hamburg Stipendium: finanzielle Unterstützung des Kulturbehörde der Stadt Hamburg
- Finanzielle Unterstützung durch die Rudolf Lodders Stiftung, Hamburg vorgeschlagen von Prof. Dr. Werner Hofmann, Kunsthistoriker, Hamburg
- 1986 Unterstützung von Greta Ströh und Marguerite Hagenbach-Arp
- 1989 Kulturbehörde Hamburg, Unterstützung für Druckkosten des Kataloges
- 1993 Finanzielle Unterstützung für die Ausstellung in Nagykanizsa durch die Stadt Nagykanizsa, Ungarn

## Bibliografie
- Ulrich Arnold: New Tendencies in Sacral Art, Published in Hamburg, Germany, 1980
- Tibor Szemenyey-Nagy: Ellipsoid and elliptic space, Published in Hamburg, Germany, 1989
- Csilla Markója: The Alif, Published in Élet és Irodalom, 15/5/1992 Budapest, Hungary
- László Beke: Tibor Szemenyey-Nagy. Excerpt from the catalog of the 11th International Biennial of small sculpture, 1993, Murska Sobota, Slovenia
- Orsolya Merhán: Maximal Art. Excerpts from the article “Portrait Sketch of Tibor Szemenyey-Nagy” Enigma 1995/2, Budapest, Hungary
- László Balogh: Tibor Szemenyey-Nagy. Excerpt from the opening speech at the artist's exhibition Sublimitas in Nagykanizsa, Hungary. Published in the Pannon Tükör, 4/4, 1999. http://epa.niif.hu/03300/03335/00024/pdf/EPA03335_pannon_tukor_1999_04_056.pdf
- Dominique Biard: Porte Céleste, 2009
- Enrica Feltracco / Lorenzo Berto: Ausstellungskatalog: Il tocco, Tibor Szemenyey-Nagy, Italien 2016. http://www.startbassano.it/2016/09/tibor-szemenyey-nagy/ // http://www.maxiart.it/lesecuzione-dellinvisibile-nel-segno-di-tibor-szemenyey-nagy/
- 13. Juli – 9. August 1983: Gruppenausstellung: Verhalten in der Natur, Kunsthaus Hamburg, Ferdinandstor 1.
- Heinz Thiel: Ein Zweifel am Raum ist unbegründet. Eine Materialzusammenstellung, in: Kunstforum International, Band 71 / 72, S. 208ff., Köln 1984.[2]
- Tibor Szemenyey-Nagy (Hrsg.): Galerie vor Ort: Chronik. Chronologische Dokumentation über die siebenjährigen Aktivitäten und Ausstellungen der Galerie vor Ort in Hamburg. 1977-82, Hamburg, Galerie vor Ort 1984.